# Svobodné slovo
České slovo, connu par après sous le nom de Svobodné slovo, est un quotidien tchèque, fondé et publié en continu à Prague depuis 1907 par la maison d'édition Melantrich, jusqu'à sa disparition en 1997.

## Histoire
Le titre est fondé par l'Union des travailleurs du Parti national social tchèque dirigé par Václav Klofáč et Jaroslav Šalda. La parution est interdite à plusieurs reprises, en 1915-1918 et en 1939-1945 et le journal est nationalisé de 1948 à 1990. Pendant le régime communiste en Tchécoslovaquie, Josef Pejskar et le Conseil de la Tchécoslovaquie libre publient une version pendant l'exil tchécoslovaque (1955-1990).
En 1990, le journal est rebaptisé Slovo et cesse de paraître en 1997 en raison d'une mauvaise privatisation de Melantrich.